# ळ
Cette page contient des caractères spéciaux ou non latins. S’ils s’affichent mal (▯, ?, etc.), consultez la page d’aide Unicode.
ळ, appelé lla et transcrit ḷ, est une consonne de l’alphasyllabaire devanagari.

## Représentations informatiques
Ses Unicode sont :
| formes | représentations | chaînes de caractères | points de code | descriptions                                     |
| ------ | --------------- | --------------------- | -------------- | ------------------------------------------------ |
| pleine | ळ               | ळ                     | U+0935         | lettre devanagari lla                            |
| morte  | ळ्               | ळ◌्                    | U+0933 U+094D  | lettre devanagari lla, symbole devanagari virama |